# Autostrada 25 de Mayo
L'autostrada 25 de Mayo AU-1 (Autopista 25 de Mayo AU-1 in spagnolo) è uno dei principali assi di attraversamento della capitale argentina Buenos Aires.
È stata dedicata alla Rivoluzione di Maggio.

## Storia
Nel 1976 il sindaco de facto Osvaldo Cacciatore presentò un piano per le autostrade urbane che prevedeva la realizzazione di otto nuove autostrade che avrebbero dovuto attraversare il congestionato centro della capitale argentina.
Il 2 gennaio 1978 la costruzione dell'opera, così come della contigua autostrada Perito Moreno, fu assegnata ad un consorzio di imprese spagnole ed argentine. I lavori di costruzione iniziarono il 2 novembre dello stesso anno. Dal momento che lo scopo dell'opera era quello di decongestionare dal traffico il centro e ridurre i tempi di percorrenza, i progettisti decisero di realizzare una sopraelevata. L'idea fu criticata da quanti vedevano nell'autostrada una frattura del tessuto urbano locale, in particolare nello storico quartiere di San Telmo. Alcuni noti angoli verdi della città, come il parco Chacabuco e plaza Fierro, furono letteralmente tagliati in due dal tracciato dell'infrastruttura. L'area dell'intersezione con l'avenida 9 de Julio, presso plaza Constitución fu completamente stravolta dalla costruzione di un imponente svincolo.
Una volta ultimati i lavori, fu aperta al traffico insieme all'autostrada Perito Moreno il 6 dicembre 1980.
Il 1º luglio 1995 fu aperto l'allacciamento con l'autostrada Buenos Aires-La Plata.
Il 5 ottobre 2015 è stata inaugurata una corsia preferenziale per gli autobus, il cosiddetto Metrobus, che consento ai mezzi pubblici di evitare il traffico nelle ore di punta.
Il 27 maggio 2019 è stato aperto l'allacciamento tra l'autostrada ed il Paseo del Bajo, l'asse stradale che unisce il porto di Buenos Aires all'autostrada per La Plata.

## Percorso
L'autostrada nasce dall'intersezione tra le autostrade Perito Moreno e Luis Delle Piane, nel quartiere di Parque Avellaneda. Successivamente attraversa i barrios di Flores, Parque Chacabuco, San Cristóbal, Constitución (dove interseca l'Avenida 9 de Julio) e San Telmo. All'altezza di avenida Ingeniero Huergo, nel quartiere di Puerto Madero, termina il suo percorso biforcandosi verso l'autostrada Buenos Aires-La Plata e verso il Paseo del Bajo.